# 半月形铁线蕨
半月形铁线蕨（学名：Adiantum philippense）为铁线蕨科铁线蕨属下的一个种。

## 扩展阅读
- 維基物種上的相關：半月形铁线蕨